# Стереофоничен звук
Стереофоничен звук, често наричан стерео, е репродукцията на звук, като се използват два независими (изолирани един от друг) аудио канала през симетрична конфигурация на високоговорители по такъв начин, че да се създаде впечатлението за звук чут от различни посоки като естествено и реалистично слушане.
Стерео записи се използват при ФМ излъчването, Дигитално Аудио Излъчване и в няколко телевизионни системи. За да запишат в стерео аудио инженерите използват много методи, включително два успоредно свързани микрофона.

## Описание
Думата „стереофоничен“ произлиза от гръцките думи stereos = „плътен“ и „phone“ = звук е предложена от Уестърн Електрит по аналогия с думата „стереоскопик“. Стереосистемата може да включва всякакъв брой канали над един като съраунд системата 5.1.

## История
Първото стерео предаване е направено телефонно от Клемент Адер през 1881 г. БиБиСи направи първото радио стерео излъчване през декември 1925 г. През 1930 г. Алан Блумейн патентова стерео записи, стерео филми и стерео съраунд. Първият комерсиален филм, който да бъде със стереофоничен звук е на Уолт Дисни Фантазия (1940).